# Пападопуло, Виталий Владимирович
Виталий Владимирович Пападопуло (19 февраля 1963, Красный Сулин, Ростовская область, РСФСР) — советский и российский футболист, нападающий, полузащитник и защитник.

## Карьера
Воспитанник ростовского футбола. С 1980 года начал играть за местный СКА. Сыграл 6 матчей в высшей лиге. В 1983 году помог команде вернуться в высший дивизион. С 1983 по 1987 год выступал за «Ростсельмаш». В 1985 году вместе с командой вышел в первую лигу. В 1988 году вернулся в СКА, за который в двух сезонах сыграл 80 матчей и забил 33 гола. В 1990 году вернулся в «Ростсельмаш», но отыграв один год, перешёл в АПК. В 1991 году пробовал свои силы в финском клубе «Палло-Иирот», но уже через полгода вернулся в СССР. В 1992 году перешёл в нижегородский «Локомотив», выступавший на тот момент в высшей лиге. 5 мая 1992 года в матче против самарских «Крыльев Советов» дебютировал в чемпионате России. В «Локомотиве» не являлся игроком основного состава, за сезон сыграл 11 матчей, в основном выходя в конце матча. В 1992—1993 годах играл за греческие клубы «Паниониос» и «Каламата», но не достигнув успеха в этих клубах, вернулся в Россию. В 1994—1996 годах играл за «Ростсельмаш». В 1994 году помог команде выйти в высшую лигу. Всего в различных лигах СССР и России сыграл за ростовский клуб 244 матча и забил 74 мяча. В 2004 году закончил карьеру футболиста, последним клубом стал любительский «Батайск».                     В настоящий момент, тренер детского футбольного клуба СК Школа-40 (Ростов-на-Дону) 2010-2011г.р.